# ESPN 6 (Brasil)
ESPN 6 es un canal de televisión por suscripción de tipo deportivo fue lanzado el 24 de marzo de 2016 en operador de TV por cable, Cabo Telecom del estado de Rio Grande do Norte. ESPN Extra funciona como canal alternativo para eventos deportivos especiales de rugby, tenis, golf y fútbol.
En julio de 2017 Sky Brasil lo incorpora a su programación como un canal a la carta.
El 10 de noviembre de 2023 se informó extraoficialmente que el canal pasaría a llamarse ESPN 6 a partir del 15 de febrero de 2024, junto a Fox Sports 2 que pasará a llamarse ESPN 5.

## Logotipos

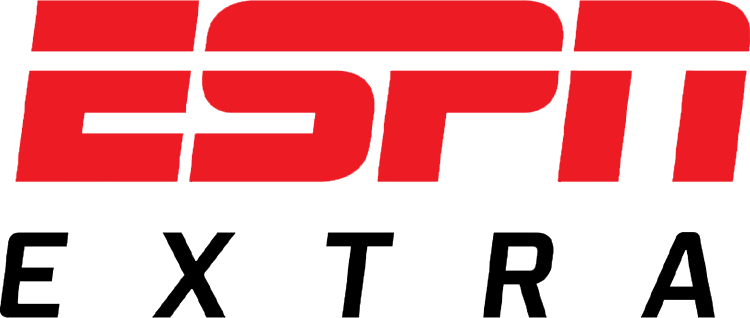
2016–2024
2024–presente